# هارولد لیتل
هارولد لیتل (انگلیسی: Harold Little; ۲۷ ژوئیهٔ ۱۸۹۳ – ۱ ژانویهٔ ۱۹۵۸) قایقران روئینگ اهل کانادا بود.